# ريجنالد هيبر
ريجنالد هيبر (21 أبريل 1783 – 3 أبريل 1826) كان أسقفًا إنجليزيًا أنجليكانيًا، وأديبًا، وكاتب تراتيل. بعد عمله 16 عامًا قسيسًا ريفيًا، خدم كأسقف لكلكتا حتى وفاته عن عمر يناهز 42 عامًا. كان ابنًا لمالك أراضٍ غني ورجل دين، وحقق هيبر شهرة في جامعة أكسفورد كشاعر. بعد التخرج، أجرى جولة طويلة في شمال أوروبا وروسيا ووسط أوروبا. بعد رسامته ككاهن في عام 1807، تولى مسؤولية أبرشية والده القديمة في هودنت، شروبشير. كتب تراتيل وأدبًا عامًا، فضلًا عن دراسة لأعمال القس القرن السابع عشر جيريمي تايلور.
عين أسقفًا لكلكتا في أكتوبر 1823. سافر كثيرًا وعمل على تحسين الظروف الروحية والعامة لأتباعه. أدت الواجبات الشاقة والمناخ العدائي والصحة السيئة إلى تدهور صحته ووفاته بعد أقل من ثلاث سنوات في الهند. أقيمت له نصب تذكارية هناك وفي كاتدرائية سانت بول في لندن. ظهرت مجموعة من تراتيله قريبًا بعد وفاته. «قدوس قدوس قدوس! يا إله الملكوت». لا تزال شهيرة في يوم الثالوث، بينما تغنى ترتيلة «الأكثر إشراقًا وفضلًا» خلال عيد الغطاس.

## نشأته

### خلفيته وطفولته
يُعتقد أن لقب «هيبر» مشتق من «هايبرغ»، وهو تل في منطقة كريفن في يوركشاير، حيث نشأت العائلة. حملت عائلة هيبر سيادة ملكية على عزبة مارتون الإقطاعية، وحظيت بشعار خلال عهد الملكة إليزابيث الأولى. كان هيبر ابنًا لتوماس هيبر وإليزابيث أثيرتون، الحفيدة لريتشارد أثيرتون.
في عام 1752، تسلم ريتشارد هيبر عزبة هودنت هول وممتلكاتها في شروبشير كهبة من ابن عم زوجته. شملت هذه الهبة رعاية أبرشية هودنت. عند وفاة ريتشارد هيبر في عام 1766، ورث شقيقه ريجنالد، الذي كان كاهنًا مشاركًا في أبرشية مالباس في تشيشاير، الممتلكات في شروبشير وأصبح كاهنًا لهودنت أيضًا. من زواجه الأول بماري بايلي، أنجب ابنًا يدعى ريتشارد هيبر، الذي أصبح جامعًا للكتب وعضوًا في البرلمان عن جامعة أكسفورد. أما زواجه الثاني من ماري ألانسون، بعد وفاة ماري بايلي، فأنجب ابنين آخرين، وتم تسمية الابن الأكبر، الذي ولد في مالباس في 21 أبريل 1783، ريجنالد تيمنًا بوالده.
في سن الثامنة، بدأ الشاب ريجنالد فترة دراسة لمدة خمس سنوات في مدرسة القواعد المحلية في ويتشرتش. في عام 1796، أرسل إلى مدرسة بريستو، وهي مدرسة خاصة صغيرة في نيزدن على بُعد بضعة أميال شمال وسط لندن. وفرت هذه المدرسة تعليمًا مكثفًا لنحو عشرة صبيان، وتهيئتهم للالتحاق بجامعة أكسفورد أو كامبريدج فيما بعد. في بريستو، قابل جون ثورنتون الذي أصبح صديقًا له مدى الحياة، حيث تشاركا الاهتمام بتاريخ الكنيسة والمعتقدات؛ وصف أرثر مونتيفيور، سيرة حياة هيبر، من خلال رسالة طويلة من هيبر إلى ثورنتون بكونه لاهوتيًا مثقفًا. في أكتوبر 1800، التحق هيبر بكلية برازنوز بجامعة أكسفورد؛ وقرار ثورنتون بالذهاب إلى كامبريدج كان سببًا لخيبة هيبر.

### أوكسفورد
كانت هناك صلات عائلية مع برازنوز، إذ كان شقيق هيبر، ريتشارد، زميلًا في ذلك الوقت، وكان والده زميلًا سابقًا. كان رئيس الكلية ويليام كليفر، صديق ريجنالد الأكبر وزائرًا متكررًا لهودنت هول. في السنة الأولى له، فاز هيبر بجائزة الجامعة للشعر اللاتيني، وبدأ باكتساب سمعة محلية كشاعر رومانسي. في عام 1803، قدم قصيدة طويلة بعنوان «فلسطين» للفوز بجائزة نيوديغيت. تلقى مساعدة في تأليفها من والتر سكوت، صديق العائلة، قبل سنوات شهرته. تلقت القصيدة حماسًا عندما ألقاها هيبر في حفلة إنسينيا لتلك السنة. نشرت لاحقًا وحوّلت إلى موسيقى على يد ويليام كروتش (الذي كان أستاذًا للموسيقى في أكسفورد منذ 1797)، وترجمت إلى اللغة الويلزية على يد دبليو. أوين بوجي في عام 1822. وصفها مونتيفيور في عام 1902 بأنها «أنجح وأكثر الأشعار الدينية شهرة في النصف الأول من القرن التاسع عشر». أما كاتب سيرة هيبر اللاحق ديريك هيوز، فاعتبر شهرتها المعاصرة أمرًا محيرًا: «إنها ليست بالقصيدة الجيدة، حتى أنها لا تعد قصيدة متوسطة؛ إنها ثقيلة الروح».
تركت وفاة ريجنالد الأكبر في فبراير 1804 منصب أبرشية القديس لوقا في هودنت شاغرًا، وربما كانت دافعًا لقرار هيبر بسعيه بالترسيم القسوسي، إلا أنه أجل ذلك بضع سنوات. في امتحانات درجة البكالوريوس، تفوق هيبر بدرجة شرفية بدلًا من المبهرة. يقتبس مونتيفيور وجهة نظر معاصرة تقول إن الإسهام الرئيسي لهيبر في حياة الجامعة كان في مجالات خارج النجاح الأكاديمي الرسمي، خصوصًا بدورة كمفكر وخطيب وشاعر. «كان ريجنالد هيبر نجمًا بتألق ثابت وواضح». حصل على درجة البكالوريوس في صيف عام 1804 وانتخب زميلًا في كلية أول سولز في جامعة أكسفورد. فاز أيضًا بجائزة البكالوريوس في الجامعة لمقالة نثرية إنجليزية.

### جولته الأوروبية
خطط كل من هيبر وثورنتون للقيام بجولة كبرى في أوروبا بعد تخرجهما. إلا أنه في عام 1804، أدت حروب نابليون إلى عدم إمكانية الوصول إلى الكثير من مناطق أوروبا، لذا قرروا تأجيل مغادرتهما حتى صيف عام 1805 واتخاذ طريق عبر السويد والنرويج وفنلندا إلى روسيا، بدلًا من الرحلة المعتادة عبر فرنسا وإيطاليا. في يوليو 1805، أبحروا إلى غوتنبرغ في السويد، ثم سافروا شمالًا بواسطة عربة، عبر فينيرن وأوديفالا، إلى كريستيانيا (أوسلو) في النرويج. بعد إقامة قصيرة هناك، انتقلوا عبر منطقة دوفر البرية إلى تروندهايم، حيث شاهدوا تمارين التزلج للمرة الأولى (أشار إليها هيبر باسم «التزحلق»).
ثم توجهوا جنوب شرقًا، ودخلوا السويد مرة أخرى وسافروا عبر أوبسالا إلى ستوكهولم. في نهاية سبتمبر، عبروا خليج بوثنيا إلى آبو (توركو)، موقع أقدم جامعة في أوروبا في جزء من فنلندا كان تحت الحكم السويدي آنذاك. تابعوا سفرهم شرقًا ووصلوا إلى سانت بطرسبرغ في نهاية أكتوبر. قضوا شهرين في المدينة، ومن خلال علاقاتهم في السفارة البريطانية التي تمتعت بتأثر كبير، زاروا أماكن عادةً ما تكون مغلقة أمام الجمهور، تضمنت الأماكن الخاصة للقيصر ألكسندر في قصر الشتاء. شاهدوا العبادة الإسلامية بأنفسهم حيث كانت المدينة تضم جماعة مسلمة كبيرة تحتفل بشهر رمضان؛ ووصف هيبر الحشود المجتمعة للصلاة في مسجد مؤقت بأنها «أكثر الجماعات اللائقة والمكترثة التي رأيتها منذ مغادرتي إنجلترا».
كان من المقرر بقاء هيبر وثورنتون في سانت بطرسبرغ حتى بعد رأس السنة، ثم إذا كان ممكنًا، يعودون إلى موطنهم عبر ألمانيا. لكن الخطة تعرقلت بسبب انتصار نابليون في أوسترليتز في 2 ديسمبر 1805 والمعاهدات التي تلتها. لذلك بدلًا من ذلك، تمديد إقامتهما في روسيا، وغادروا سانت بطرسبرغ في 31 ديسمبر 1805 عبر زلاجة في رحلة امتدت على مسافة 500 ميل إلى موسكو، حيث وصلوا في 3 يناير. وجدوا المدينة ودودة، وفي رسالة إلى موطنهم، أشار هيبر إليها بأنها «قرية كبيرة»، وتعرفوا على العديد من الشخصيات البارزة ورجال الدين فيها. غادروا بواسطة عربة في 13 مارس، متجهين جنوبًا نحو القرم والبحر الأسود. عبروا بذلك بلاد الكوزاك في حوض نهر الدون. أرسل هيبر وصفًا حيًا للاحتفالات الليلية بمناسبة عيد الفصح في نوفو تشيركاسك، عاصمة الكوزاك «كانت التراتيل الحنونة والحزينة للجوقة، وتغييرهم المفاجئ عند طلوع الشمس إلى الجوقة الكاملة لقيام المسيح، أمرًا يستحق يستحق الدراسة لما حمله من بهجة».